# Strada statale 275 di Santa Maria di Leuca
La strada statale 275 di Santa Maria di Leuca (SS 275) è una strada statale italiana che collega Maglie con l'estremità meridionale del Salento.

## Storia
La strada statale 275 nasce nel 1937 in seguito allo scorporo dell'ultimo tratto della Strada statale 16 Adriatica, che venne deviata verso Otranto. Originariamente fungeva come strada di collegamento intercomunale del Sud Salento, partendo dal centro di Maglie, finché, nella seconda metà degli anni 1980, il tronco Maglie-Nociglia sud, insieme alla neonata Strada statale 664 Mediana del Salento venne inserito in un più vasto progetto che collegasse il Salento meridionale con Lecce, con la costruzione delle varianti di Nociglia e di Scorrano-Maglie, quest'ultima a quattro corsie, collegata direttamente con la ex Strada Statale 664. Tutto ciò prima che fosse istituito il raddoppio dell'odierno tronco della Strada Statale 16 Lecce-Maglie, anch'esso originariamente a una corsia per senso di marcia e passante per i paesi.
Dopo un lungo contenzioso nel marzo 2011 è stato sottoscritto un accordo tra la Provincia di Lecce, la Regione Puglia, il Ministero dei Trasporti e l'ANAS per la realizzazione del raddoppio assolutamente necessario, considerati anche i tanti morti che quest'arteria stradale, ormai vetusta ha purtroppo mietuto negli anni.
A ottobre del 2019 è stato approvato dall'ANAS e dalla Regione Puglia il progetto sull'ammodernamento dell'arteria, con la trasformazione di essa in Strada extraurbana principale, che, partendo da Maglie termini con una variante a est di Montesano Salentino, all'imbocco con la tangenziale est di Tricase. Da uno svincolo, invece partirà un tracciato a una corsia per senso di marcia, diretto verso Leuca, aggirando in variante Lucugnano e Alessano con una serie di sensi rotatori in prossimità degli incroci.

## Percorso
La strada ha origine come prosecuzione della strada statale 16 Adriatica all'altezza di Maglie, quando essa devia verso est per raggiungere Otranto. Dopo poche centinaia di metri si ha lo svincolo della ex strada statale 497 di Maglie e di Santa Cesarea Terme (che permette di raggiungere anche Poggiardo e Castro), con il tracciato che prosegue verso sud aggirando in variante Scorrano, avente due svincoli uno a nord e uno a sud, prevalentemente sotto forma di strada extraurbana secondaria a quattro corsie sprovvista di spartitraffico.
A questo punto, dallo svincolo di Scorrano Sud la strada prosegue a due corsie in direzione sud-est lambendo Botrugno e San Cassiano, fino a Nociglia evitata in variante, e procede oltre verso sud attraversando Montesano Salentino, superando l'innesto della ex strada statale 474 di Taurisano nei pressi di Miggiano, e toccando in sequenza Lucugnano, Alessano, Montesardo e Gagliano del Capo.
Il tracciato incrocia quindi la strada statale 274 Salentina Meridionale non lontano da Castrignano del Capo, e prosegue fino al raggiungimento della frazione di Santa Maria di Leuca, dove incrocia la ex strada statale 173 delle Terme Salentine e termina infine nei pressi del santuario.

## Tracciato
| di Santa Maria di Leuca |                                                                  |      |           |
| Tipo                    | Indicazione                                                      | ↓km↓ | Provincia |
|                         | Adriatica                                                        | 0,0  | LE        |
|                         | Maglie centro Otranto                                            | 0,0  | LE        |
|                         | Poggiardo Santa Cesarea Terme-Castro Sanarica-Giuggianello       | 0,8  | LE        |
|                         | Muro Leccese-Maglie sud                                          | 1,3  | LE        |
|                         | Maglie sud                                                       | 1,6  | LE        |
|                         | Scorrano nord Muro Leccese Ospedale Delli Ponti Consorzio CONSAL | 3,1  | LE        |
|                         | Scorrano sud Stadio C. Guarini                                   | 4,8  | LE        |
|                         | Inversione di marcia                                             | 5,0  | LE        |
|                         | Area di servizio                                                 | 6,0  | LE        |
|                         | Area di servizio                                                 | 7,1  | LE        |
|                         | Botrugno Sanarica Santuario Madonna delle Grazie                 | 7,4  | LE        |
|                         | San Cassiano Poggiardo                                           | 8,0  | LE        |
|                         | Nociglia nord                                                    | 9,1  | LE        |
|                         | Nociglia Supersano Casarano                                      | 9,7  | LE        |
|                         | Nociglia sud                                                     | 10,8 | LE        |
|                         | Surano-Ruffano Spongano                                          | 13,1 | LE        |
|                         | Montesano Salentino                                              | 16,1 | LE        |
|                         | Tricase nord Andrano Castiglione d'Otranto Spongano Ruffano      | 17,2 | LE        |
|                         | Miggiano Taurisano                                               | 18,1 | LE        |
|                         | Miggiano-Specchia                                                | 18,3 | LE        |
|                         | Miggiano sud                                                     | 19,7 | LE        |
|                         | Viabilità locale                                                 | 20,0 | LE        |
|                         | Area di servizio                                                 | 21,1 | LE        |
|                         | Tricase-Specchia                                                 | 21,3 | LE        |
|                         | Lucugnano                                                        | 21,3 | LE        |
|                         | Tricase sud                                                      | 23,8 | LE        |
|                         | Area di servizio                                                 | 25,7 | LE        |
|                         | Alessano                                                         | 26,1 | LE        |
|                         | Tiggiano-Corsano                                                 | 26,6 | LE        |
|                         | Novaglie                                                         | 27,4 | LE        |
|                         | Montesardo                                                       | 28,6 | LE        |
|                         | Salve Ruggiano-Barbarano del Capo                                | 29,0 | LE        |
|                         | Area di servizio                                                 | 29,6 | LE        |
|                         | San Dana-Giuliano di Lecce                                       | 30,7 | LE        |
|                         | Gagliano del Capo scalo                                          | 31,6 | LE        |
|                         | Corsano sud Ciolo                                                | 32,6 | LE        |
|                         | Gagliano del Capo                                                | 32,6 | LE        |
|                         | Castrignano del Capo                                             | 33,8 | LE        |
|                         | Gallipoli Presicce-Ugento                                        | 36,8 | LE        |
|                         | Inversione di marcia                                             | 37,3 | LE        |
|                         | Santa Maria di Leuca                                             | 38,9 | LE        |